# Transgeschlechtlichkeit in Deutschland
Transgeschlechtlichkeit in Deutschland wurde seit 1910 unter dem Begriff Transvestitismus wissenschaftlich diskutiert. Genitalchirurgische Eingriffe erfolgten ab 1912, und 1931 waren die ersten vollständigen Geschlechtsangleichungen abgeschlossen.
Erst ab 1978 wurde die Gesetzgebung über Geschlechtseinträge angepasst; das Selbstbestimmungsgesetz von 2024 erlaubt es jeder Person in Deutschland, ihren Vornamen und den Geschlechtseintrag selbst zu bestimmen.

## Hintergrund

### Die erste Transbewegung – Weimarer Republik
Im frühen 20. Jahrhundert wurde der Umgang mit Transgeschlechtlichkeit sowohl durch die Entstehung einer ersten Transbewegung wie auch medizinische Fortschritte geprägt, es entwickelten sich operative Techniken und hormonelle Therapieansätze. Auch rechtliche Fragen rückten mehr in den Fokus.
Mit der Prägung des Begriffes Transvestitismus 1910 und der Theorie der „Zwischenstufen“ hatte Magnus Hirschfeld ein theoretisches Gerüst bereitgestellt, das als Gerüst zur Formulierung einer eigenen Identität dienen konnte. Eine genaue Unterscheidung zwischen Cross-Dressern, Transsexualität, Intersexualität und Transgendern im heutigen Sinn gab es noch nicht, sie wurden zeitgenössisch unter dem Begriff Transvestiten zusammengefasst.
Seit Mitte der 1920er Jahre entwickelte sich aus der Homosexuellenbewegung eine eigene Bewegung von und für „Cross-Dresser“ und „Transpersonen“. In Zeitschriften erschienen bereits seit 1924 (Die Freundin) Artikel, Kolumnen und Beilagen, 1930 erschien mit Das 3. Geschlecht die erste Zeitschrift für Transvestiten, die sich in fünf Ausgaben bis zu ihrer Einstellung 1932 Themen rund um den „Transvestitismus“ widmete. Auch entstanden eigene Klubs und Transvestitenabende, die sich speziell an diese Zielgruppe richteten. Ab 1928 gründeten sich – meist unter dem Dach größerer Organisationen wie des Bundes für Menschenrecht, des Deutschen Freundschaftsverbands oder des Instituts für Sexualwissenschaft – Transvestitengruppen, die sich der Anerkennung von Transvestiten in der Gesellschaft und der Beratung beim Umgang mit Behörden widmeten. Viele dieser Gruppen blieben klein oder waren kurzlebig, eine der erfolgreichsten war die 1930 am Institut für Sexualwissenschaft gegründete Vereinigung D’Eon. Wichtige Personen dieser Vereinigung waren Lotte Hahm, Maria Weis und Felix Abraham.

### Erste Geschlechtsangleichungen
Auch Geschlechtsangleichungen mit befriedigenden Resultaten, zunächst bei Transfrauen, wurden im 20. Jahrhundert möglich. Ab 1912 lassen sich genitalchirurgische Eingriffe nachweisen, bis Anfang der 1930er Jahre wurde rund ein Dutzend Fälle geschlechtsangleichender Operationen publiziert.
Die erste namentlich bekannte Transperson, die sich in mehreren Etappen zwischen 1922 und 1931 einer solchen Geschlechtsangleichung unterzog, war eine langjährige Patientin Magnus Hirschfelds und Hausangestellte am Berliner Institut für Sexualwissenschaft, Dora Richter (1892–1966). Ihre Operationen wurden u. a. von Ludwig Levy-Lenz und Erwin Gohrbandt (1890–1965) durchgeführt. Kurz darauf operiert wurden die Schauspielerin Charlotte Charlaque (1892–1963), die später in die USA auswanderte und als Aktivistin tätig wurde, und die Kunstmalerin Toni Ebel (1881–1961). Am bekanntesten ist wohl der Fall der dänischen Künstlerin Lili Elbe, die sich 1930/31 mehreren Operationen unterzog, zunächst in Berlin und später an der Frauenklinik in Dresden, wo an ihr von Kurt Warnekros auch weltweit erstmals eine Transplantation von Eierstöcken versucht wurde; sie starb an den Folgen dieser Operation. Lili Elbe war auf Grund von Untersuchungsberichten von Warnekros möglicherweise intergeschlechtlich, also nicht unbedingt trans. Die öffentliche Darstellung Vom Mann zur Frau – so die Titelseiten der Zeitungen und der Originaltitel ihres Buches – suggerieren Transgeschlechtlichkeit nach modernen Maßstäben. Die angewandten Operationstechniken waren für die damalige Zeit eine beispielhafte Pionierleistung, wurden aber auf Grund der politischen Lage im Nazi-Deutschland vorerst nicht weiterentwickelt. Ein weniger bekannter Fall ist die Lebensgeschichte von Josef Wagner († 1944), welcher im Mai 1924 in Heidelberg operiert wurde und in späteren Jahren bei der 4. SS-Polizei-Panzergrenadier-Division diente.

## Moderne Politik

### Transsexuellengesetz
Im Oktober 1978 entschied das Bundesverfassungsgericht, das allgemeine Persönlichkeitsrecht (Art. 2 Abs. 1 i. V. m. Art. 1 Abs. 1 GG) gebiete es, den Geschlechtseintrag im Geburtenbuch zu ändern, wenn es sich um einen irreversiblen Fall von „Transsexualität“ handele und eine geschlechtsangleichende Operation durchgeführt worden sei.
Das Erfordernis einer geschlechtsangleichenden Operation zur Änderung des Geschlechtseintrages wurde 2011 vom Bundesverfassungsgericht für verfassungswidrig erklärt. Zur Begründung verweist das Gericht auf wissenschaftliche Erkenntnisse über die Transgeschlechtlichkeit. Danach seien der Wunsch und die Durchführung geschlechtsangleichender Operationen – anders als zuvor angenommen – nicht kennzeichnend für das Vorliegen von Transgeschlechtlichkeit. Es komme vielmehr auf die „Stabilität des transsexuellen Wunsches“ an, der individuelle Lösungen erfordere, von einem Leben im anderen Geschlecht ohne somatische Maßnahmen über die hormonelle Behandlung bis hin zur weitgehenden operativen Geschlechtsangleichung. Der Operationswunsch allein werde deshalb auch von Gutachtern nicht mehr als zuverlässiges diagnostisches Kriterium für das „Vorliegen von Transsexualität“ angesehen.

### Drittes Geschlecht
Vorausgegangen war eine Entscheidung des Bundesverfassungsgerichts vom 10. Oktober 2017, welche den Gesetzgeber aufgefordert hatte, bis zum 31. Dezember 2018 einen anderen positiven Geschlechtseintrag als weiblich oder männlich zu ermöglichen.

### Selbstbestimmungsgesetz
Das Selbstbestimmungsgesetz vereinheitlicht die Regelungen für trans- und intergeschlechtliche Personen. Zur Änderung des Geschlechtseintrags und der Vornamen ist lediglich eine Erklärung vor dem Standesamt notwendig (§ 2 Abs. 1) sowie die Versicherung, dass der gewählte Geschlechtseintrag oder die Vornamen der Geschlechtsidentität am besten entsprechen (§ 2 Abs. 2). Für Minderjährige über 14 Jahren ist die Zustimmung eines gesetzlichen Vertreters (oder des Familiengerichts) notwendig (§ 3 Abs. 1), für Minderjährige unter 14 Jahren kann der gesetzliche Vertreter selbst die Erklärung abgeben (§ 3 Abs. 2). Die Erklärung muss dem Standesamt drei Monate zuvor angekündigt werden (§ 4). Dokumente, die noch die alten Vornamen bzw. den alten Geschlechtseintrag enthalten, müssen auf Anfrage neu ausgestellt werden (§ 10). Nach der Änderung gilt eine Sperrfrist von einem Jahr, während der keine weitere Änderung vorgenommen werden kann (§ 5).
Das SBGG enthält ein Offenbarungsverbot, nach welchem es untersagt ist, den früheren Geschlechtseintrag und frühere Vornamen zu offenbaren oder auszuforschen (§ 13). „Bei besonderen Gründen des öffentlichen Interesses“, z. B. für Strafverfolgung, ist dieses Verbot ausgesetzt (§ 13 Abs. 1 Punkt 2). Wer gegen das Offenbarungsverbot verstößt und den Betroffenen dadurch absichtlich schädigt, begeht eine Ordnungswidrigkeit und wird mit einer Geldbuße bis zu 10.000 € belegt (§ 14).